# Guinness World Records
O Guinness World Records (antigo Guinness Book of Records, lançado em português como Livro Guinness dos Recordes) é uma edição publicada anualmente, que contém uma coleção de recordes e superlativos reconhecidos internacionalmente, tanto em termos de performances humanas como de extremos da natureza.
Em 2003, o livro chegou a 100 milhões de cópias vendidas, desde a sua primeira edição em 1955, sendo o décimo livro mais vendido da história, o de 2009 é o quinquagésimo-quinto.

## História
Em 10 de Novembro de 1951 Sir Hugh Beaver, diretor administrativo da cervejaria Guinness, participou numa caçada e acabou envolvendo-se numa discussão: qual seria a ave de caça mais veloz da Europa — a tarambola ou o tetraz. Foi assim que se deu conta que um livro que fornecesse respostas para este tipo de perguntas talvez fizesse sucesso.
A ideia de Sir Hugh tornou-se realidade quando Norris McWhirter e Ross McWhirter, que administravam uma agência de apuração de fatos em Londres, foram contratados para fazer uma coletânea que viria a tornar-se o Guinness Book of Records. A primeira edição foi publicada em 27 de agosto de 1955 e, no Natal daquele ano, já havia chegado ao topo da lista dos mais vendidos do Reino Unido.

## Evolução

Capa da edição de 2011 do Guinness World Records

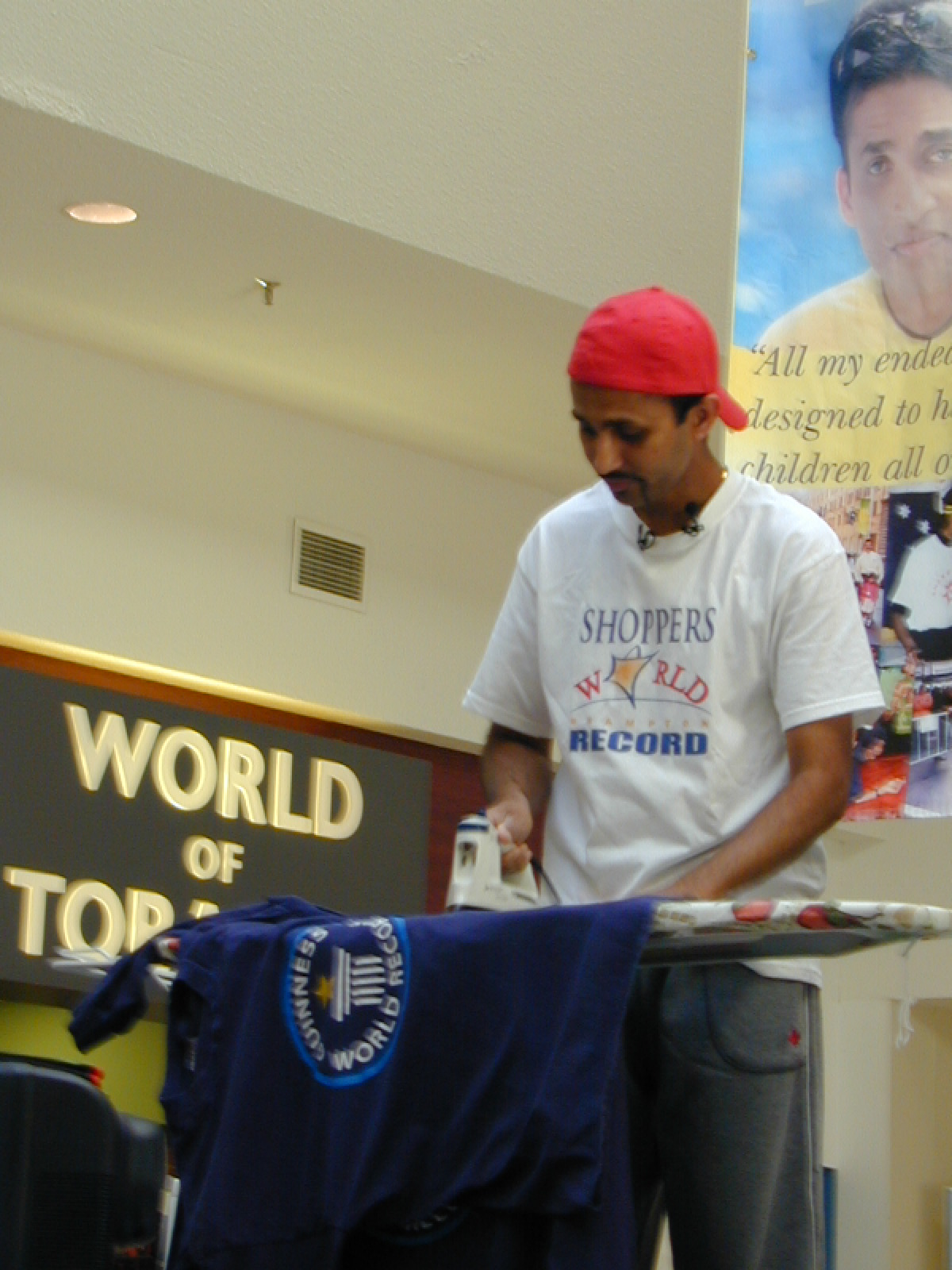
Alguns recordes mundiais têm menos tentativas de quebras do que outros: Suresh Joachim, quebrou o recorde mundial de passar roupa, ao fazê-lo durante 55 horas e 5 minutos, no Shoppers World, em Brampton.

As edições mais recentes têm-se centrado no registro dos feitos humanos concorrentes. Concursos vão desde recordes óbvios, como levantamento de peso aos mais incomuns, como jogar um ovo à mais longa distância ou o maior número de cachorros quentes que podem ser consumidos em três minutos. Além de registros sobre concursos, que contêm fatos tais como o tumor mais pesado, a planta mais venenosa, o menor rio Roe River, o mais antigo teatro em funcionamento Guiding Light, a mais antiga livraria em funcionamento Livraria Bertrand do Chiado, em Lisboa, o mais bem-sucedido vendedor do mundo Joe Girard, o mais bem-sucedido reality show, o grupo musical Girls Aloud. Muitos registros referem-se também à mais jovem pessoa que alcançou uma coisa, como a pessoa mais jovem a visitar todas as nações do mundo, sendo Maurizio Giuliano.
Cada edição contém uma seleção de grande conjunto de registros nos dados do Guinness, bem como os critérios de escolha que tenham mudado ao longo dos anos.
O afastamento de Norris McWhirter de sua consultora de papel em 1995 e a subsequente decisão dada por Diageo PLC (public limited company: um tipo de sociedade anônima na Grã-Bretanha) de vender a marca Guinness World Records ajudaram a transformar o Guinness em um livro altamente ilustrado e um produto colorido.
Estas mudanças não fizeram nenhum dano ao seu sucesso comercial: o Guinness Book of Records é o livro mais vendido do mundo com direitos autorais, ganhou uma entrada dentro de suas próprias páginas. Um certo número de livros e séries de televisão também foram produzidos. A marca Guinness World Records é agora propriedade da HIT Entertainment.